# Khiêu dâm thực tế
Khiêu dâm thực tế là một thể loại khiêu dâm mà theo đó, các phân cảnh, thường là được quay theo phong cách cinéma vérité, được dàn dựng và đối mặt với những tình huống tình dục. Các phân cảnh này có thể là có một người quay phim trực tiếp tham gia vào cuộc giao phối (như trong thể loại khiêu dâm gonzo) hoặc chỉ đơn thuần là quay cảnh người khác quan hệ tình dục. Thể loại này biểu đạt chính nó như thể "các cặp đôi thật quan hệ tình dục với nhau". Nó được xem là một tác phẩm khiêu dâm chuyên nghiệp, nhằm kiếm tìm sự bắt chước phong cách khiêu dâm nghiệp dư.
Sự nổi tiếng của thể loại kén chọn này trở nên phát triển vào thập niên 2000. Các ví dụ bao gồm Girls Gone Wild và Girls Who Like Girls Series. Tác phẩm của Bruce Seven được gọi là khiêu dâm thực tế, bởi sự thiếu thốn trong việc sử dụng kịch bản của ông và việc yêu cầu các diễn viên hành xử một cách tự nhiên theo đúng tính cách của họ. Reality Kings, Money Talks và Brazzers là các trang web khiêu dâm thực tế khác.
Nhằm tuân theo các tiêu chuẩn yêu cầu đặt ra của ngành công nghiệp đối với việc test kiểm tra các bệnh lây nhiễm qua đường tình dục (STD), hầu hết các bộ phim khiêu dâm thực tế đều liên quan đến các nam diễn viên và nữ diễn viên chuyên nghiệp, họ đóng vai những "kẻ nghiệp dư". Kể cả khi những diễn viên đóng vai thể hiện trong nhưngx bộ phim này thường xuất hiện trên nhiều trang web khiêu dâm thực tế trong một khoảng thời gian ngắn, hầu hết các trang web này tuyên bố rằng, mỗi người trong số họ là một kẻ nghiệp dư.